# Commission chinoise d'administration et de supervision des actifs publics
La Commission chinoise d'administration et de supervision des actifs publics (SASAC), (en chinois : 国务院国有资产监督管理委员会), ou State-owned Assets Supervision and Administration Commission en anglais, est l'agence publique chargée de la supervision des entreprises publiques chinoises. Elle a été fondée le 10 mars 2003 et est elle-même dirigée par le Conseil des affaires de l'État de la république populaire de Chine.
SASAC avait 196 entreprises publiques sous sa supervision en 2003, mais ce nombre a été réduit à 117 en 2012. En 2016, la SASAC supervisait 97 entreprises publiques.

## Liste des entreprises supervisées par la Commission
- China State Construction
- Dongfeng Motor Corporation
- Commercial Aircraft Corporation of China